# محاصره گانجاکو
محاصره گانجاکو (انگلیسی: Siege of Ganjaku) یکی از نبردهای تویوتومی هیده‌یوشی برای به دست گرفتن کنترل کیوشو در طی لشکرکشی کیوشو در دوره سنگوکو بود.